# U-406
| U-406                      | U-406                                                          | U-406                                                          |
| -------------------------- | -------------------------------------------------------------- | -------------------------------------------------------------- |
|                            |                                                                |                                                                |
|                            |                                                                |                                                                |
|                            |                                                                |                                                                |
| Під прапором               | Третій рейх                                                    | Третій рейх                                                    |
| Спуск на воду              | 16 червня 1941 року                                            | 16 червня 1941 року                                            |
| Виведений зі складу флоту  | 18 лютого 1944 року                                            | 18 лютого 1944 року                                            |
| Сучасний статус            | затоплений                                                     | затоплений                                                     |
| Проєкт                     |                                                                |                                                                |
| Тип ПЧ                     | Торпедний ДПЧ                                                  | Торпедний ДПЧ                                                  |
| Основні характеристики     |                                                                |                                                                |
| Швидкість (надводна)       | 17,7 вузлів                                                    | 17,7 вузлів                                                    |
| Швидкість (підводна)       | 7,6 вузлів                                                     | 7,6 вузлів                                                     |
| Робоча глибина занурення   | 100 м                                                          | 100 м                                                          |
| Гранична глибина занурення | 220 м                                                          | 220 м                                                          |
| Екіпаж                     | 49 осіб                                                        | 49 осіб                                                        |
| Розміри                    |                                                                |                                                                |
| Довжина найбільша (по КВЛ) | 67,1 м                                                         | 67,1 м                                                         |
| Ширина корпусу найб.       | 6,2 м                                                          | 6,2 м                                                          |
| Висота                     | 9,6 м                                                          | 9,6 м                                                          |
| Середня осадка (по КВЛ)    | 4,70 м                                                         | 4,70 м                                                         |
| Водотоннажність надводна   | 769 т                                                          | 769 т                                                          |
| Озброєння                  |                                                                |                                                                |
| Артилерія                  | одна палубна гармата калібру 88-мм, одна 20-мм зенітна гармата | одна палубна гармата калібру 88-мм, одна 20-мм зенітна гармата |
| Торпедно- мінне озброєння  | 4 носових і один кормовий ТА. 14 торпед                        | 4 носових і один кормовий ТА. 14 торпед                        |

U-406 — німецький підводний човен типу VIIC, часів Другої світової війни.
Замовлення на будівництво човна було віддане 16 жовтня 1939 року. Човен був закладений на верфі суднобудівної компанії «Danziger Werft AG» у Данцигу 6 вересня 1940 року під заводським номером 107, спущений на воду 16 червня 1941 року, 22 жовтня 1941 року увійшов до складу 8-ї флотилії. Також за час служби входив до складу 7-ї флотилії. Єдиним командиром човна був капітан-лейтенант Горст Дітерікс.
Човен зробив 8 бойових походів, в яких потопив 1 та пошкодив 3 судна (загальна водотоннажність 13 285 брт) судна.
Потоплений 18 лютого 1944 року у Північній Атлантиці південно-західніше Ірландії (48°32′ пн. ш. 32°36′ зх. д. / 48.533° пн. ш. 32.600° зх. д.) глибинними бомбами британського фрегата «Спей». 12 членів екіпажу загинули, 45 врятовані.

## Потоплені та пошкоджені кораблі[3]
| Назва          | Тип           | Належність      | Дата           | Тоннаж (БРТ) | Вантаж                                                      | Статус     | Місце                                                       |
| City of Manila | торгове судно | Велика Британія | 19 серпня 1942 | 7 452        | 10 000 т генеральних вантажів, в тому числі чавун та арахіс | потоплено  | 43°21′ пн. ш. 18°20′ зх. д. / 43.350° пн. ш. 18.333° зх. д. |
| Baron Cochrane | торгове судно | Велика Британія | 28 грудня 1942 | 3 385        | 4 376 т вугілля                                             | пошкоджено | 43°23′ пн. ш. 27°14′ зх. д. / 43.383° пн. ш. 27.233° зх. д. |
| Lynton Grange  | торгове судно | Велика Британія | 28 грудня 1942 | 5 029        | 5 997 т державних припасів та генеральних вантажів          | пошкоджено | 43°23′ пн. ш. 27°14′ зх. д. / 43.383° пн. ш. 27.233° зх. д. |
| Zarian         | торгове судно | Велика Британія | 28 грудня 1942 | 4 871        | 7 500 т генеральних вантажів та державних припасів          | пошкоджено | 43°23′ пн. ш. 27°14′ зх. д. / 43.383° пн. ш. 27.233° зх. д. |